# Fotografia de alimentos

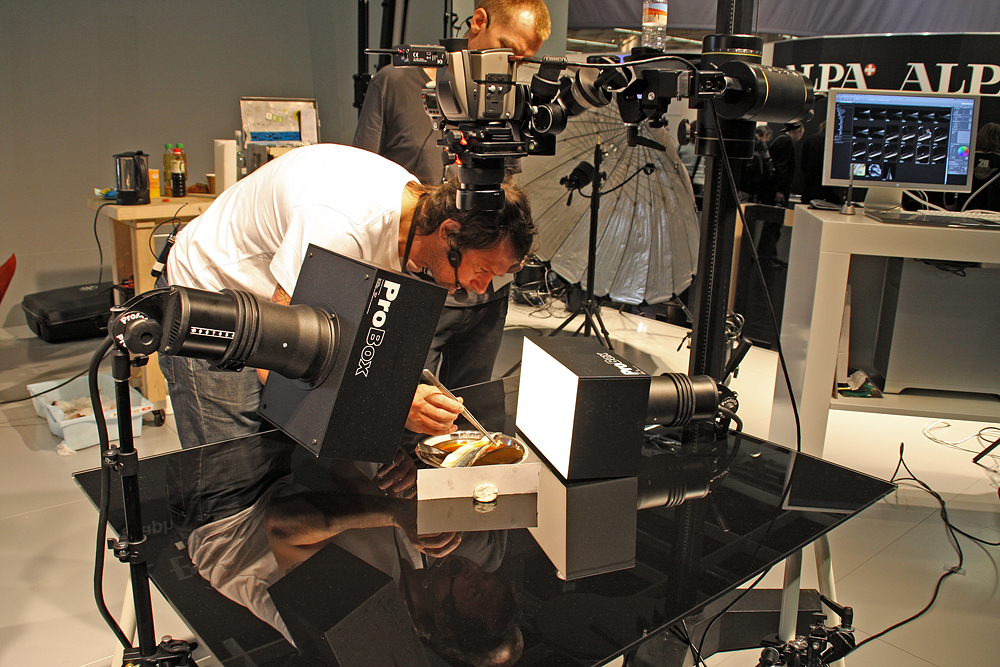
Fotógrafos de alimentos trabalhando

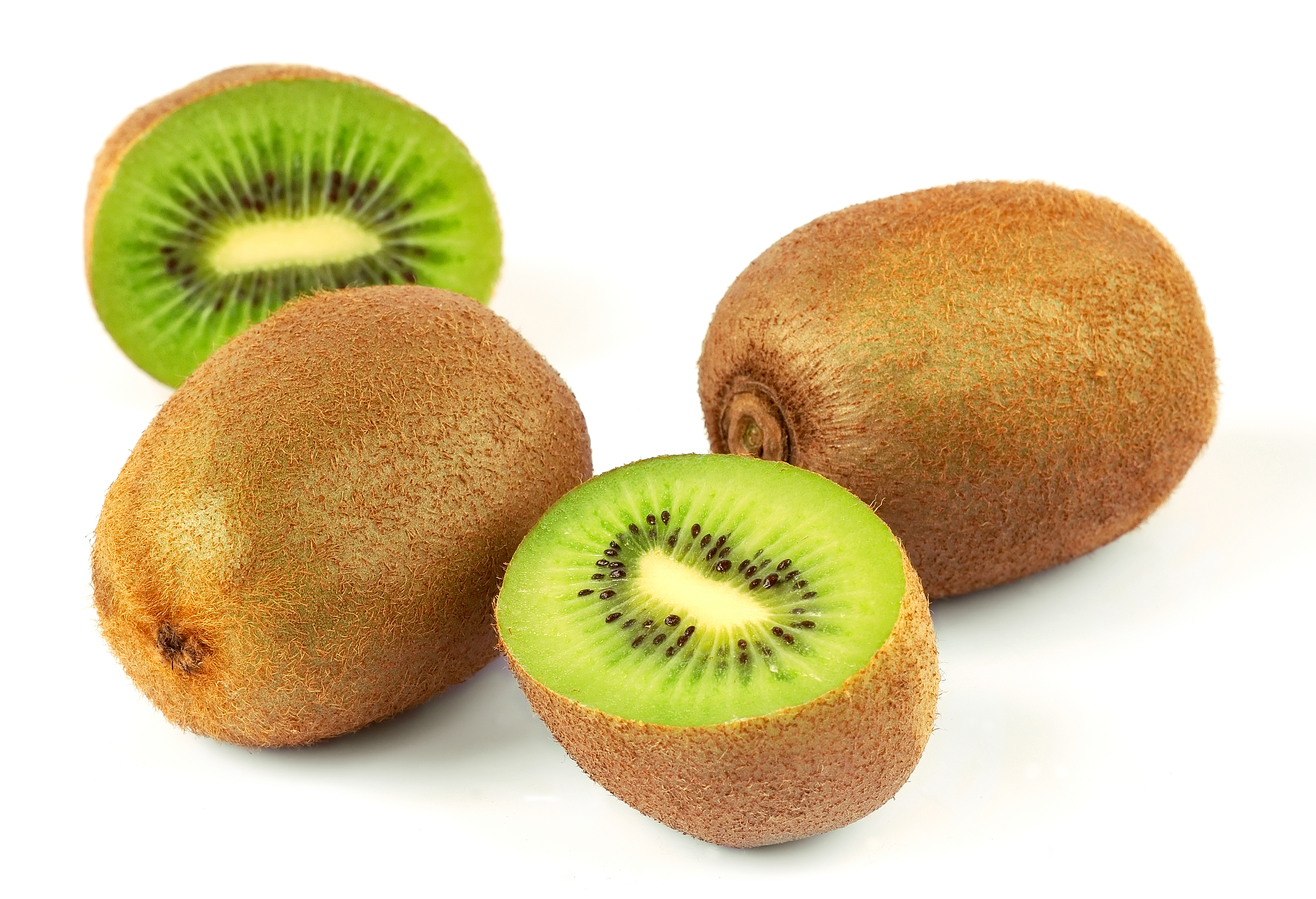
Uma fotografia de Kiwis contra um plano de fundo branco

A Fotografia de alimentos – também denominada fotografia de comida – é um gênero da fotografia dedicado aos retratos de naturezas-mortas de alimentos, com o objetivo de torná-los atrativos. Ela é uma especialização da fotografia comercial: seus produtos são usados em anúncios, revistas, embalagens, menus ou livros de receitas. A fotografia de alimentos profissional é um esforço coletivo e colaborativo, envolvendo geralmente um diretor de arte, um fotógrafo, um estilista de comida, um estilista de adereços e seus assistentes.
Na publicidade, a fotografia de alimentos é muitas vezes – e, às vezes, de forma controversa, usada para exagerar a atratividade ou o tamanho dos alimentos anunciados, nomeadamente os de fast food.

## Tendências
Por muito tempo, as fotografias de alimentos tendiam a ser feitas e compostas de uma maneira similar à qual as pessoas estavam acostumadas a encontrar seus alimentos:  sobre uma mesa, com uma perspectiva de cima para baixo, i.e., do ponto de quem vai se alimentar. Os organizadores arranjavam os alimentos para parecerem bons vistos do alto, com os itens arranjados para parecerem bons, bonitos e apetitosos vistos de cima, diretamente sobre os pratos e claramente separados uns dos outros.

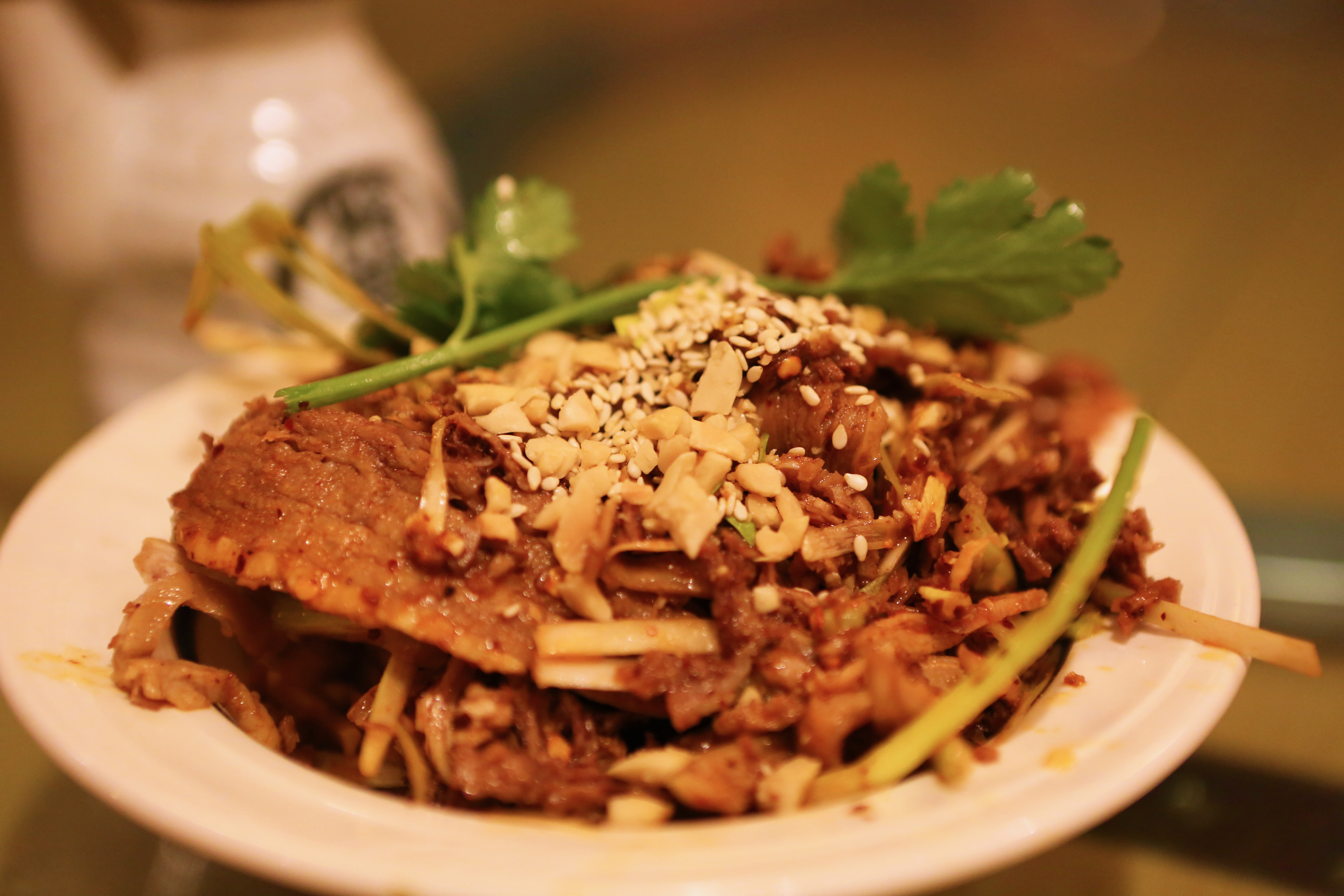
Uma foto de um prato chinês usando uma das técnicas de foco seletivo.

Posteriormente, técnicas como iluminação romântica, ângulos mais rasos entraram em voga, com casos extremos levando ao termo "pornografia alimentar". Mais recentemente, a tendência prevalente na fotografia de alimentos no Ocidente é apresentar a comida como simples, limpa e natural o mais possível, com o uso de poucas técnicas, tais como foco seletivo, pratos inclinados e close-ups extremos. Isto complementa as tendências da culinária profissional em fazer a comida mais interessante visualmente falando. Dessa forma, a altura dos pratos tende a aumentar e seus elementos são frequentemente dispostos em camadas, o que tende a fotos com ângulos mais estreitos.

## Estilista de alimentos

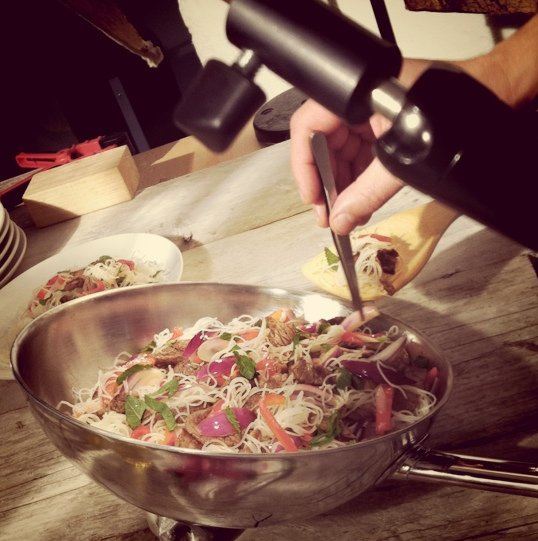
Um prato sendo preparado para uma sessão de fotos

O papel do estilista de alimentos é fazer a comida parecer atrativa na fotografia finalizada. O tempo e o esforço que um estilista emprega para cuidadosa e artisticamente arranjar determinado prato, é a causa das diferenças entre o caminho que o estilista a apresenta e o caminho que eventualmente seria empregado por um cozinheiro ou chef.O apuro visual também é uma exigência, assim como o conhecimento de como traduzir a percepção de sabor, aroma e apelo que se tem no prato real, para uma fotografia em duas dimensões.
Os estilistas de alimentos têm treinamento em culinária; alguns são chefs profissionais ou têm base em economia doméstica. Além dos conhecimentos em nutrição e técnicas de cozinha, os estilistas de alimentos também devem ser compradores engenhosos. Como profissionais criativos, devem visualizar e ter em mente a fotografia finalizada e organizar o prato de acordo com essa visão.

## Preparação

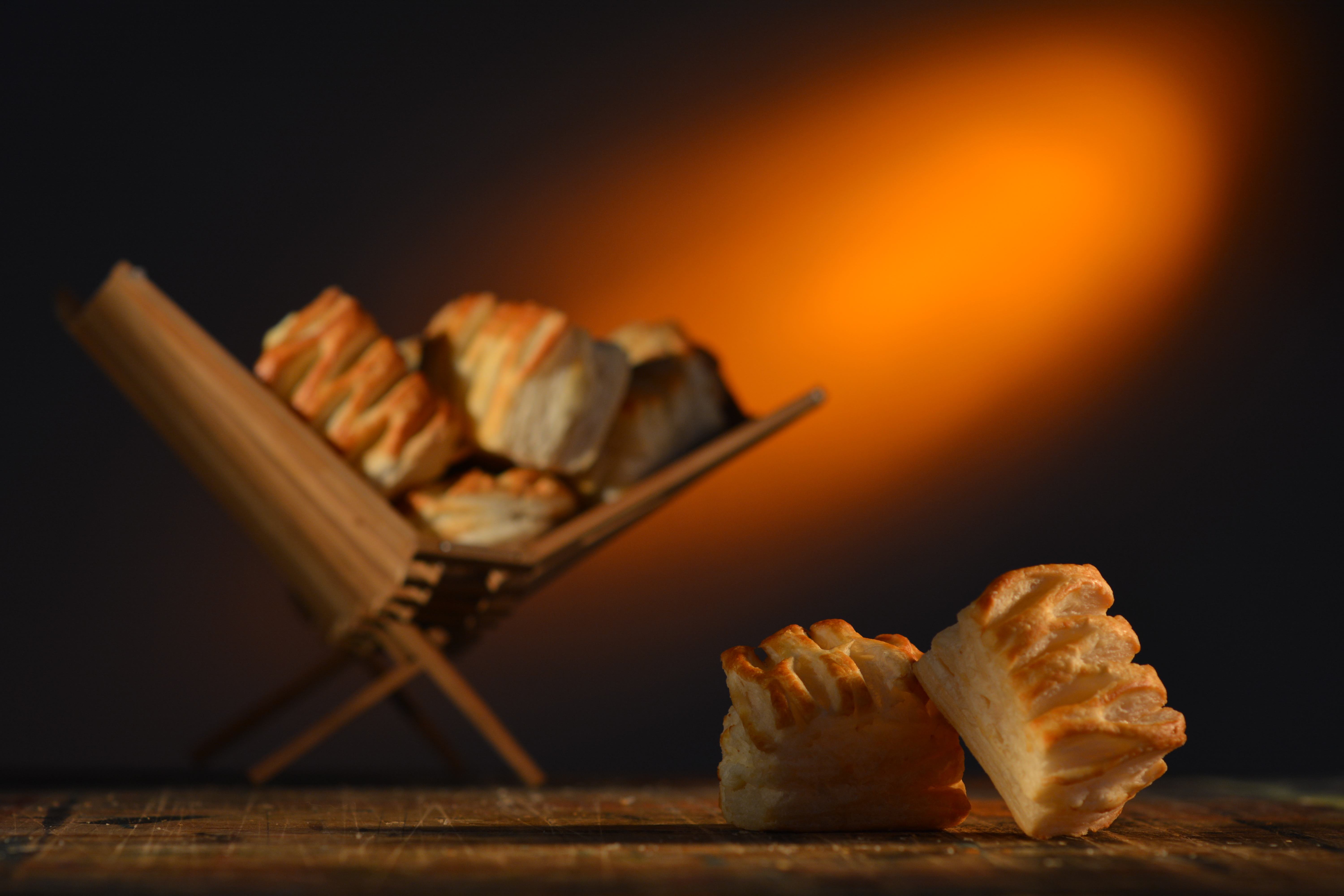
Para destacar ou enfatizar algo do produto, apenas um parte ou pedaço dele é focalizado

O processo de fotografia de alimentos começa com a compra dos alimentos e dos ingredientes. Apenas os ingredientes mais perfeitos, de modo que vários testes são realizados. Como resultado, a compra dos ingredientes é um processo que consome muito tempo. Os ingredientes com melhor aparência são marcados como os que vão aparecer nas fotos. Durante a preparação e os testes, as posições são marcadas com papelões.
As sessões fotográficas são realizadas em um estúdio sob condições controladas de luz, ou sob luz natural. A luz, o fundo e a organização são cuidadosamente preparadas de modo a apresentar a comida de uma forma atraente tanto quanto mais possível, sem quaisquer distrações. A cor e a textura são escolhidas de modo a complementar efetivamente a comida e para complementar a iluminação.
Os alimentos usados nas sessões fotográficas são geralmente marcados como inadequados para consumo e descartados posteriormente, pois foram manipulados ou tratados de formas que os tornaram inadequados ao consumo.

### Bebidas frias

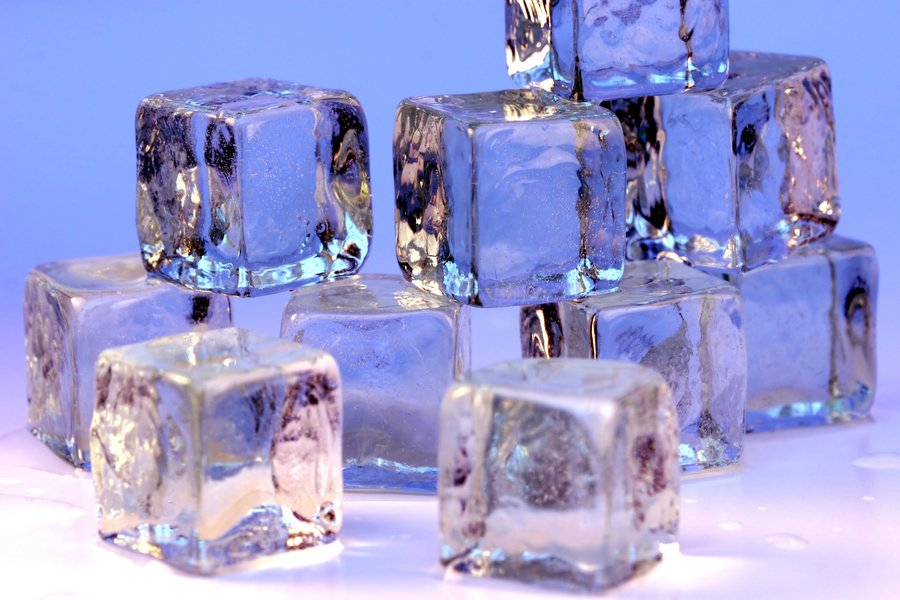
Uma pilha de cubos de gelo artificiais, usados no lugar dos reais em situações em eles podem derreter

Para criar uma fina camada de condensação no exterior de copos com bebidas frias, spray pode ser usado, com papel ou fita protegendo as áreas "não geladas". Um efeito de condensação mais marcante e gotas são criados borrifando-se o copo com xarope de milho ou glicerol.
Os cubos de gelo usados nas fotos são feitos de acrílico, de modo que não se movam ou derretam durante as sessões, uma vez que estas podem ser realizadas sob forte e quente iluminação de estúdio. Bolhas refrescantes na superfície das bebidas são criadas ao se aplicar uma mistura da bebida e detergente na superfície com um conta-gotas. Pode-se usar cola branca no lugar do leite e uma mistura de café e água no lugar de chá.

### Saladas
As saladas na fotografia de alimentos são dispostas de forma a criar texturas, cores e formas que apelem aos sentidos. De modo a melhorar a composição e a visualização, a salada no prato costuma ser construída em volta de um prato menor, invertido, sobre o prato maior. As saladas verdes são mantidas frescas e crocantes através de borrifos de água geladas antes da sessão fotográfica. Molhos de salada não são normalmente usados, uma vez que tornam a salada escorregadia e difícil de compor para as fotos, mas a aparência dos molhos pode ser criada salpicando-se ervas e temperos sobre a salada molhada, ou misturando-as em óleo, aplicado com um pincel.
Saladas de frutas são particularmente difíceis de fotografar, dado que as frutas duram pouco tempo, tendo sido cortadas imediatamente antes da sessão fotográfica, para que mantenham o melhor de sua aparência. Como apenas a camada externa desse tipo de salada possui interesse visual, o interior não visível pode ser preenchido com purê de batatas ou outras misturas. Molhos espessos ou pesados não "saem" bem nas fotografias; eles costumam ser raleados e pincelados.

### Hambúrgueres e sanduíches

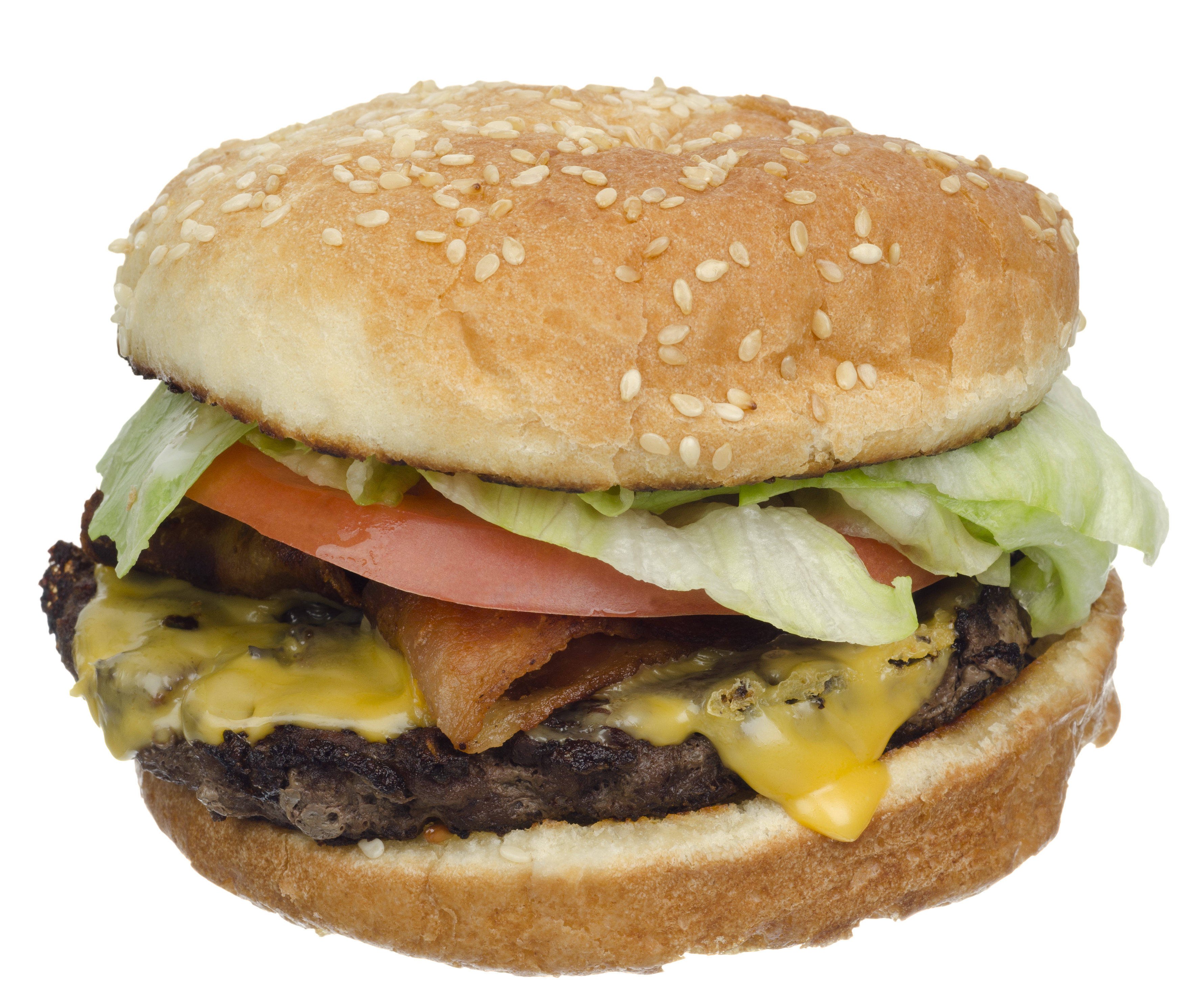
O pão e os acréscimos deste x-búrguer aparentam ser desiguais no formato e na posição, não se tornando tão atrativos quanto deveriam ser

A fotografia de hambúrgueres é desafiadora porque os pães amassam-se com facilidade e um hambúrger pronto rapidamente perde seu apelo visual. Ao se preparar o hambúrguer, os ingredientes são mantidos no lugar com palitos de dente e o interior carnudo das rodelas de tomate é removido para evitar que o suco termine por descolorir os demais ingredientes. Os hambúrgueres propriamente ditos são superficialmente preparados, com as bordas preparadas com um maçarico e a carne é tornada visualmente mais apetitosa com corantes. As bordas do queijo derretido podem ser preparadas com compostos de limpeza doméstica de modo a fazê-las recém-derretidas por mais tempo. Condimentos, tais como a maionese, são aplicados às bordas com um bico dosador. Emprega-se vapor para sugerir que o hambúrguer está quente.
Os sanduíches são montados usando técnicas similares às descritas acima. Toalhas de papel úmidas são usadas para impedir que o pão seque. Se o sanduíche for mostrado cortado ao meio, o pão e seus componentes são cortados um a um com tesouras e montados sequencialmente onde o lanche vai ser fotografado.